# Павленко, Пётр Андреевич
Пётр Андре́евич Павле́нко (29 июня [11 июля] 1899 или 11 июля 1899, Санкт-Петербург — 16 июня 1951 или 17 июня 1951, Москва) — русский советский писатель и сценарист, журналист, специальный корреспондент.  Участник Великой Отечественной войны. Бригадный комиссар. Лауреат четырёх Сталинских премий первой степени (1941, 1947, 1948, 1950). Известнейший деятель культуры сталинской эпохи, когда многие его произведения считались классикой.

## Биография
Родился 29 июня (11 июля) 1899 года в Санкт-Петербурге в семье железнодорожного служащего. Из-за болезни матери семья была вынуждена переехать в Тифлис, который сам Пётр Павленко считал своей второй родиной. Мать вскоре умерла. Пётр с отцом и младшим братом Захаром  жил в беднейшем районе города, так называемой Нахаловке, населённой преимущественно железнодорожными рабочими.
В 1917 году окончил реальное училище. Учился в политехникуме в Баку (1917—1920).
В 1920 году вступил в РКП(б). Служил комиссаром в РККА, а после демобилизации несколько лет провёл на партийной работе в Азербайджане и Грузии. Работал в редакции армейской газеты «Красный воин», затем в республиканской газете «Заря Востока» (Тифлис). Писал очерки и статьи по партийным вопросам. В 1924 году был делегатом XIII партийного съезда от Закавказья.
С 1924 по 1927 год работал в Турции в советском торгпредстве, являясь одновременно корреспондентом газеты «Известия» (Одесса). На материале турецких впечатлений написаны первые рассказы, которые впоследствии вошли в сборник «Азиатские рассказы» (1929), в книгу очерков «Стамбул и Турция» (1930) и «Анатолия» (1932). По возвращении в Москву в 1928 году примкнул к группе «Перевал», из которой вышел в декабре 1930 года.
В 1930 выходит повесть «Пустыня», написанная по материалам поездки в Туркмению.
В 1932 году вышел первый роман Петра Павленко «Баррикады», посвящённый событиям Парижской коммуны. Тогда же Павленко знакомится с А. М. Горьким. В 1936 году, после поездки на Дальний Восток, выходит фантастический роман «На Востоке», посвящённый жизни дальневосточных частей Красной Армии.
В это же время Пётр Павленко начинает пробовать свои силы в кинодраматургии: пишет сценарий по роману «На Востоке», затем сценарии для фильмов «Александр Невский», «Яков Свердлов», «Клятва», «Падение Берлина».
В 1932—1938 годах Павленко редактировал журнал «30 дней», затем горьковский альманах «Год XVII», много работал как журналист.

В марте 1938 года написал отзыв о стихах Осипа Мандельштама:
Я всегда считал, читая старые стихи Мандельштама, что он не поэт, а версификатор, холодный, головной составитель рифмованных произведений. От этого чувства не могу отделаться и теперь, читая его последние стихи. Они в большинстве своём холодны, мертвы, в них нет даже того самого главного, что, на мой взгляд, делает поэзию,— нет темперамента, нет веры в свою страну. Язык стихов сложен, темен и пахнет Пастернаком… …
Советские ли это стихи? Да, конечно. Но только в «Стихах о Сталине» это чувствуется без обиняков, в остальных же стихах — о советском догадываемся. Если бы передо мною был поставлен вопрос — следует ли печатать эти стихи, — я ответил бы — нет, не следует.
В 1934 году на I Всесоюзном съезде советских писателей был избран членом Правления ССП, а с 1938 по 1941 год был членом Президиума ССП.
В 1938 году был награждён орденом Ленина, а в 1940-м — орденом Красной Звезды за участие в советско-финской войне.
Во время Великой Отечественной войны был специальным корреспондентом газет «Правда» и «Красная звезда». В течение войны побывал в командировках на многих фронтах. Во время Керченской катастрофы войск Крымского фронта чудом остался жив, переплыв Керченский пролив на автомобильной камере, затем почти год находился на Закавказском и Северо-Кавказском фронтах. В 1943 году был награждён орденом Красного Знамени. Во время войны был зачислен в Красную Армию в звании полкового комиссара, затем получил звание бригадного комиссара, окончил войну в звании полковника. Кроме сотен военных корреспонденций и очерков, в годы войны написал «Русскую повесть», книгу рассказов «Пути отваги», текст к документальному фильму «Разгром немецких войск под Москвой», сценарий фильма «Клятва», который в 1947 году получил Сталинскую премию I степени.

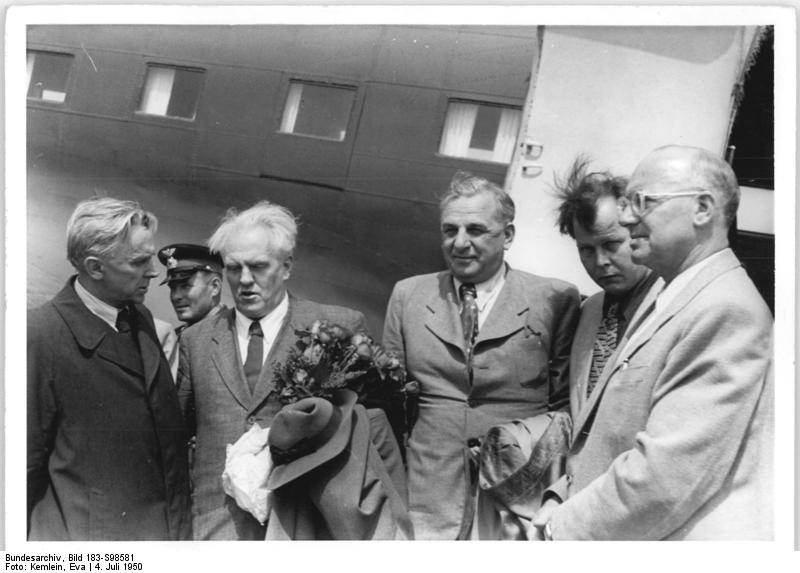
Делегация советских писателей прибыла на аэродром Шенефельд в Берлине, 4 июля 1950 года. Cлева направо: Константин Федин, Николай Тихонов, Пётр Павленко, Александр Твардовский, Йоханнес Р. Бехер

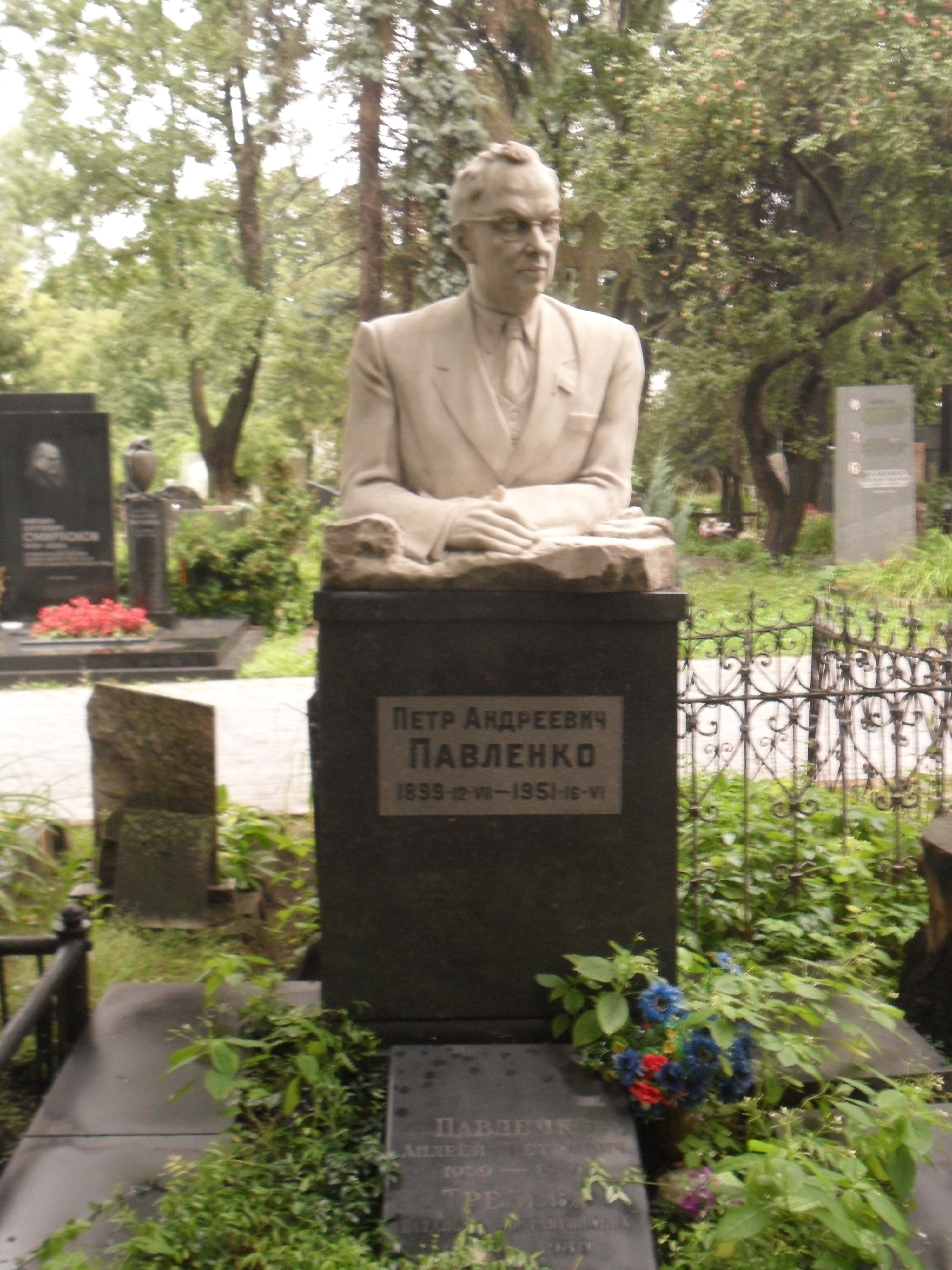
Могила Павленко на Новодевичьем кладбище Москвы.

С 1945 года и до конца жизни по состоянию здоровья жил в Крыму, в Ялте, ныне улица Павленко, 10. Создал Крымскую писательскую организацию и руководил ею. Организовал издание альманаха «Крым», был его редактором. Был членом редколлегии журнала «Знамя». Написал роман «Счастье», рассказы, сценарий кинофильма «Падение Берлина», повесть «Степное солнце».
С 1947 года — член редколлегии журнала «Знамя». Депутат ВС СССР 3 созыва — с 1950 года.
Помогал начинающим писателям. С тем, чтобы молодой писатель-фронтовик Дмитрий Холендро закончил работу над романом «Горы в цвету», Павленко снабдил его приличной суммой денег. Не раз давал он деньги на приобретение путёвки в тубсанаторий молодому поэту Льву Барышеву. Партизану Илье Вергасову помог написать и издать в журнале «Знамя» книгу «В горах Таврии».
Скончался 16 июня 1951 года. Похоронен в Москве на Новодевичьем кладбище (участок № 1).

### Семья
- Вторая жена — Тренёва, Наталья Константиновна, переводчица, дочь писателя Константина Тренёва.
- Сын — Павленко, Андрей Петрович (1939—1970), востоковед.

## Творчество

### Проза
В двухтомном романе о возможном сценарии будущей войны «На Востоке» (1936—1937) Советский Союз побеждает Японию. Причём наступление японцев останавливает выступление Сталина на Партийном съезде в Большом театре:
«Заговорил Сталин. Слова его вошли в пограничный бой, мешаясь с огнём и грохотом снарядов, будя ещё не проснувшиеся колхозы на Севере и заставляя плакать от радости мужества дехкан в оазисах на Аму-Дарье… Голос Сталина был в самом пекле боя. Сталин говорил с бойцами в подземных казематах и с лётчиками в вышине. Раненые, на перевязочных пунктах, приходили в сознание под негромкий и душевный голос этот…»

### Сценарии
Автор сценариев к фильмам:
- «Александр Невский» (1938), совместно с Сергеем Эйзенштейном
- «Яков Свердлов» (1940)
- «Славный малый» (1942)
- «Клятва» (1946)
- «Падение Берлина» (1947), совместно с Михаилом Чиаурели
- «В степи» (1950), совместно с Александром Галичем
- «Композитор Глинка» (1952).

## Награды и премии
- Сталинская премия первой степени (1941) — за сценарий фильма «Александр Невский»(1938)
- Сталинская премия первой степени (1947) — за сценарий фильма «Клятва» (1946)
- Сталинская премия первой степени (1948) — за роман «Счастье» (1947)[5]
- Сталинская премия первой степени (1950) — за сценарий фильма «Падение Берлина» (1949)
- орден Ленина (31.1.1939)
- орден Красного Знамени (16.3.1943)
- орден Красной Звезды (1940) — за участие в советско-финской войне
- медали

## Избранная библиография
- П. Павленко, Б. Пильняк. Лорд Байрон. М.: Огонёк, 1928
- Азиатские рассказы. М.: «Федерация», 1929, 2-е изд. 1931
- Стамбул и Турция. М.: «Федерация», 1930, 2-е изд. 1932
- Очерковые рассказы. М., 1931
- Пустыня. Л.: «Изд. писателей», 1931, 1932
  - Пустыня. М., 1935
- Путешествие в Туркменистан. Л.: «Федерация», 1932, 2-е изд. М.: «Тов-во писателей»,1933
- Анатолия. М.: «Федерация», 1932
- Баррикады. М.: «Федерация»,1932
  - Баррикады. Л.: Издательство писателей, 1933
  - Баррикады. М.: Советская литература, 1933
  - Баррикады. Роман. М., 1934
  - Баррикады. М., 1935
- 13-я повесть о Лермонтове, М.: «Федерация», 1932
- Муха. М.: Молодая гвардия, 1933
- Как я писал «Баррикады». М., 1934
- На Востоке. М., 1936 (Роман-газета)
  - На Востоке. М., 1937
  - На Востоке. М.-Л.: Детиздат, 1937
  - На Востоке. М.: Советский писатель, 1937
  - На Востоке. М.: Гослитиздат, 1937
  - На Востоке. Иваново, 1937
  - На Востоке. Новосибирск, 1937
  - На Востоке. Хабаровск, 1937
  - На Востоке. Пятигорск, 1938
  - На Востоке. Омск, 1938
  - На Востоке. Курск, 1938
  - На Востоке. Орёл, 1939
- Александр Невский. Киносценарий. М., 1938
- Разгром Колчака. М., 1939 (в соавторстве с Т. Тэсс)
- Путь отваги. М.: Правда, 1942
  - Путь отваги. М., 1943
- На высоком мысу. М., 1942
- Русская повесть. М., 1942
  - Русская повесть. Краснодар, 1942
  - Русская повесть. Красноярск, 1942
  - Русская повесть. Хабаровск, 1942
  - Русская повесть. Магадан, 1943
- Клятва. Киносценарий. М., 1946
- Люди одной семьи. М., 1946
- Счастье, 1947
- Сила слова. М., 1947
- В селе Рыбачьем. Симферополь, 1948
- У картины Волкова // Журнал «Крым». — 1948. — № 2.
- Степное солнце, 1949
  - Степное солнце. Симферополь, 1949
  - Степное солнце. Свердловск, 1950
- Крымские рассказы. Симферополь, 1949
- Американские впечатления. М., 1949
- Избранное, 1949
- Падение Берлина. Киносценарий. М., 1950 (в соавторстве с М. Чиаурели)
- Военные рассказы. М., 1951
- Итальянские впечатления, 1951
- Молодая Германия. М.-Л., 1951
- Киносценарии. М., 1952
- Голос в пути. М., 1952
- Рассказы и очерки. М., 1952
- Композитор Глинка. Киносценарий. М., 1953
- Рассказы. М., 1953
- Рассказы, 1954
- Записные книжки. Симферополь, 1955
- Писатель и жизнь. М., 1955
- Дорогой славы. М., 1956
- Кавказская повесть. М., 1958
  - Кавказская повесть. Махачкала, 1966
- Письмо домой. Тула, 1973
- Шамиль, историч. эпопея (не закончена)

### Издания
- Собрание сочинений. В 6-ти тт., М., Гослитиздат, 1953—1955, 75 000 экз.

## Критика
- Немецкий славист Вольфганг Казак о Павленко: «Павленко был малопопулярным, но официально поддерживаемым писателем псевдореалистического направления»[6].

## Память
- В декабре 1955 года имя П.А. Павленко было присвоено библиотеке-филиалу №1 в городе Новороссийске.
- Дом-музей К. А. Тренёва и П. А. Павленко[7] в Ялте. Открылся в конце 1950-х годов и являлся филиалом Ялтинского историко-литературного музея.

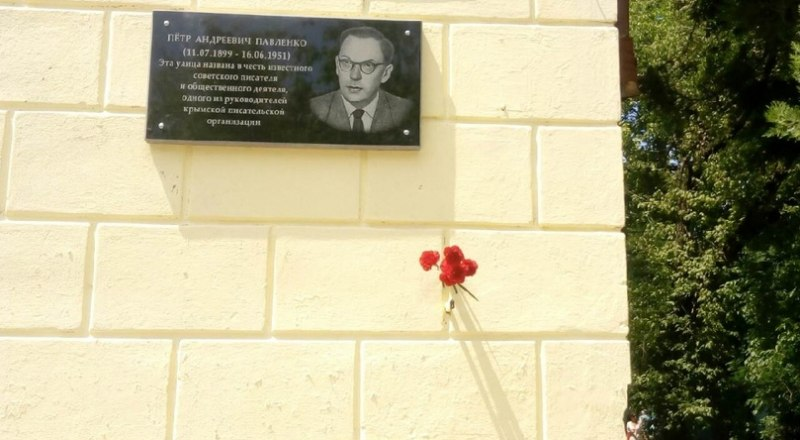
Мемориальная доска писателю Павленко Петру Андреевичу

- В апреле 2019 года в Симферополе на улице Павленко, 9, была установлена мемориальная доска с текстом: ПЕТР АНДРЕЕВИЧ ПАВЛЕНКО 
(11.07.1899-16.06.1951) 
Эта улица названа в честь известного 
советского писателя и общественного 
деятеля, одного из руководителей 
крымской писательской организации[8]
- Именем Павленко названы также улицы во Владикавказе, Ялте, Иванове и посёлке Переделкино.